# Rafael Ángel Camacho
Rafael Ángel Gerardo Camacho Cascante (Tambor de Alajuela; 24 de octubre de 1950) es un exfutbolista costarricense que jugó como delantero. Jugó sus únicos partidos con la selección de Costa Rica en la Copa Ciudad de México 1975.

## Trayectoria
Era apodado "Zeppelín" y jugó con el Herediano desde 1969 hasta 1980, donde ganó dos títulos. Luego pasó al San Carlos, retirándose en 1981.

## Selección nacional

### Participaciones internacionales
| Torneo                          | Categoría | Sede   | Resultado     | Part. | Goles |
| ------------------------------- | --------- | ------ | ------------- | ----- | ----- |
| Juegos Panamericanos de 1975    | Amateur   | México | Cuarto puesto | 4     | 0     |
| Preolímpico de Concacaf de 1976 | Amateur   | Varias | Segunda ronda | 3     | 0     |

## Palmarés

### Títulos nacionales
| Título           | Equipo    | País       | Año  |
| ---------------- | --------- | ---------- | ---- |
| Primera División | Herediano | Costa Rica | 1978 |
| Primera División | Herediano | Costa Rica | 1979 |